# Lydia Longacre
Lydia Eastwick Longacre (Nueva York, 1 de septiembre de 1870-Old Lyme, 19 de junio de 1951) fue una pintora estadounidense conocida especialmente por sus retratos en miniatura.

## Biografía
Nacida en la ciudad de Nueva York, Longacre era nieta de James Barton Longacre e hija del reverendo Andrew Longacre, quienes habían seguido con éxito carreras como pintores de miniaturas.
Tomó lecciones en la Liga de estudiantes de arte de Nueva York. Entre sus instructores estaban William Merritt Chase y Harry Siddons Mowbray; También viajó a París, donde estudió con James Abbott McNeill Whistler en la Académie Carmen. Su hermana Breta Longacre también se convirtió en pintora. Expuso con la Sociedad Estadounidense de Pintores en Miniatura, cuyo premio Levantia White Boardman a la mejor miniatura recibió en 1949, y con la Asociación de Arte Old Lyme en Connecticut. 
Murió en Old Lyme, y está enterrada en la parcela familiar en el cementerio Woodlands de Filadelfia.

## Legado
Longacre está incluida en la colección del Museo Smithsoniano de Arte Americano por un retrato en miniatura de Rosina Cox Boardman, una acuarela sobre marfil que data de 1937; un retrato en miniatura en el mismo medio de Bruce Crane, pintado en 1931, es propiedad del Museo Metropolitano de Arte. Cuatro de sus pinturas se encuentran actualmente entre las existencias del Museo Florence Griswold de Old Lyme.